# The Shots from the Kalico Rose
The Shots From The Kalico Rose est le premier enregistrement complet du groupe de street punk Pistol Grip sorti en 2001.

## Pistes
1. Cruxcifixion Politix
2. Runnin' From The Gun
3. Aristocratic State
4. Adrenaline
5. Claustrophobia
6. Bourgeoisie
7. Get Up To Get Shot Down
8. P.O.W.
9. Fuck The P.M.R.C.
10. Scoundrels
11. Missionnary
12. Righteous Vigilante
13. LA City Jinx